# Ярыгин, Владимир Никитич
Влади́мир Ники́тич Яры́гин (10 января 1942, Вабкент — 10 июня 2013, Москва) — советский и российский биолог (основное направление научной деятельности — медицинская генетика), педагог.
Академик РАМН, доктор медицинских наук, профессор, член Президиума РАМН, заведующий кафедрой биологии 2-го МОЛГМИ (РГМУ, РНИМУ) имени Н. И. Пирогова, член бюро Учёного совета МЗ РФ, аттестационной коллегии Министерства образования РФ, бюро отделения медико-биологических наук РАМН, членом Всероссийского общества анатомов, гистологов, эмбриологов, ректор 2-го МОЛГМИ (РГМУ) им. Н. И. Пирогова с 1984 по 2007 гг. С 2009 года являлся Председателем Научно-экспертного Совета Содружества молодых врачей.

## Биография
Родился 10 января 1942 года в Вабкенте в семье врачей.
В 1958 году окончил школу в г. Ярославль с золотой медалью. В том же году поступил во 2-й МГМИ им. Н. И. Пирогова на лечебный факультет, который окончил с отличием в 1964 году. Затем поступил в аспирантуру на кафедру гистологии, которую окончил досрочно.
После окончания института работал ассистентом кафедры гистологии, старшим научным сотрудником ЦНИЛ, доцентом кафедры морфологии, заведующим кафедрой биологии (1975—2013). С 1978 по 1984 гг. являлся деканом факультета повышения квалификации преподавателей, затем деканом лечебного факультета и проректором по учебной работе. В 1984—2007 гг. — ректор 2-го МОЛГМИ (РГМУ) им. Н. И. Пирогова.
Являлся экспертом Всемирной организации здравоохранения по вопросам медицинского образования, членом аттестационной коллегии Министерства образования РФ. Основатель научно-педагогических школ в области фундаментальной и практической медицины общенационального и международного ранга.
Брат — член-корреспондент РАН, профессор, биотехнолог, заведующий лабораторией клеточной биологии ИБМХ РАН им. В. Н. Ореховича К. Н. Ярыгин (род. 1948). Сын — травматолог, член-корреспондент РАН Н. В. Ярыгин (род. 1971).
Скончался 10 июня 2013 года в Москве. Похоронен на Троекуровском кладбище.

## Научная деятельность
Основное направление научной деятельности Ярыгина — медицинская генетика. Активно занимался внедрением стволовых клеток в медицинскую практику, он являлся руководителем научного совета программы «Стволовые клетки».

Очевидно, что здоровье людей во многом определяется условиями и образом их жизни. Но в наше время в экономически развитых странах ресурс дальнейшего улучшения состояния здоровья населения за счёт дополнительных социальных преобразований фактически исчерпан. На первый план выходит биологическая составляющая. Совершенствование службы здоровья все в большей мере начинает зависеть от использования в практической медицине достижений фундаментальной биологии. В этом отношении уже сейчас наметился ряд направлений. Среди наиболее перспективных — использование стволовых клеток.

Кафедра биологии РГМУ под руководством Ярыгина успешно занималась изучением клеточных и клеточно-популяционных механизмов развития, функционирования и возрастной динамики тканевых систем. Под руководством В. Н. Ярыгина подготовлено и защищено более 11 докторских и 28 кандидатских диссертаций.

### Публикации
Автор около 200 опубликованных научных работ, 3 учебников по биологии. Был главным редактором журнала «Бюллетень экспериментальной биологии и медицины» и «Клеточные технологии в биологии и медицине», членом редколлегий ряда других научных журналов. Созданный Ярыгиным комплекс учебных материалов по биологии удостоен премии Правительства РФ в области образования (1997).

## Награды
- Орден «За заслуги перед Отечеством» IV степени (2002)[6]
- Орден Почёта (1996)[7]
- Медаль «В память 850-летия Москвы»
- Лауреат премии Правительства России в области образования (1997)
- Лауреат премии Правительства России в области науки и техники (2005)